# Заря (Калачёвский район)
Заря — посёлок в Калачёвском районе Волгоградской области России. Административный центр Зарянского сельского поселения.

## История
Посёлок Заря возник на базе откормсовхоза «Варваровский» Пархоменского сельсовета и был зарегистрирован Решением Волгоградского облисполкома от 29 октября 1964 года № 29/430 § 33 «О регистрации и наименовании вновь возникших населенных пунктов в некоторых районах области». Первыми жителями Зари были переселенцы из хутора Кравцов, затопленного во время строительства Волго-Донского канала. В 1966 году посёлок Мясотрест-Заря вошёл в состав Ротинского сельсовета. По состоянию на 1989 год посёлок являлся центром Зарянского сельсовета.
В соответствии с Законом Волгоградской области от 20 января 2005 года № 994-ОД «Об установлении границ и наделении статусом Калачёвского района и муниципальных образований в его составе» , посёлок вошёл в состав образованного Зарянского сельского поселения. 

## География
Посёлок находится в южной части Волгоградской области, на западном берегу Варваровского водохранилища, на расстоянии примерно 39 километров (по прямой) к востоку-юго-востоку (ESE) от города Калач-на-Дону, административного центра района.
Абсолютная высота — 85 метров над уровнем моря.

Климат
классифицируется как влажный континентальный с тёплым летом (согласно классификации климатов Кёппена — Dfa). Среднегодовая температура воздуха положительная и составляет + 8,3 °C. Средняя температура самого холодного января −7,3 °С, самого жаркого месяца июля +24,1 °С. Расчётная многолетняя норма осадков — 382 мм. В течение года количество осадков распределено относительно равномерно: наименьшее количество осадков выпадает в октябре (23 мм), наибольшее количество — в декабре (40 мм).
Часовой пояс
Посёлок Заря, как и вся Волгоградская область, находится в часовой зоне МСК (московское время). Смещение применяемого времени относительно UTC составляет +3:00.

## Население
| 2010 |
| ---- |
| 664  |

Гендерный состав
По данным Всероссийской переписи населения 2010 года в гендерной структуре населения мужчины составляли 48,9 %, женщины — соответственно 51,1 %.
Национальный состав
Согласно результатам переписи 2002 года, в национальной структуре населения русские составляли 75 %.

## Улицы
Уличная сеть посёлка состоит из шести улиц.